# AS-90
AS-90（英語: AS90, Artillery System for the 1990s）は、イギリスの155mm自走榴弾砲である。
1993年に製造が開始され、イギリス陸軍の5個砲兵連隊に、M109 155mm自走榴弾砲、FV433 アボット SPG 105mm自走砲、FH70 155mm牽引・自走式榴弾砲などを更新しつつ、配備されている。

## 開発

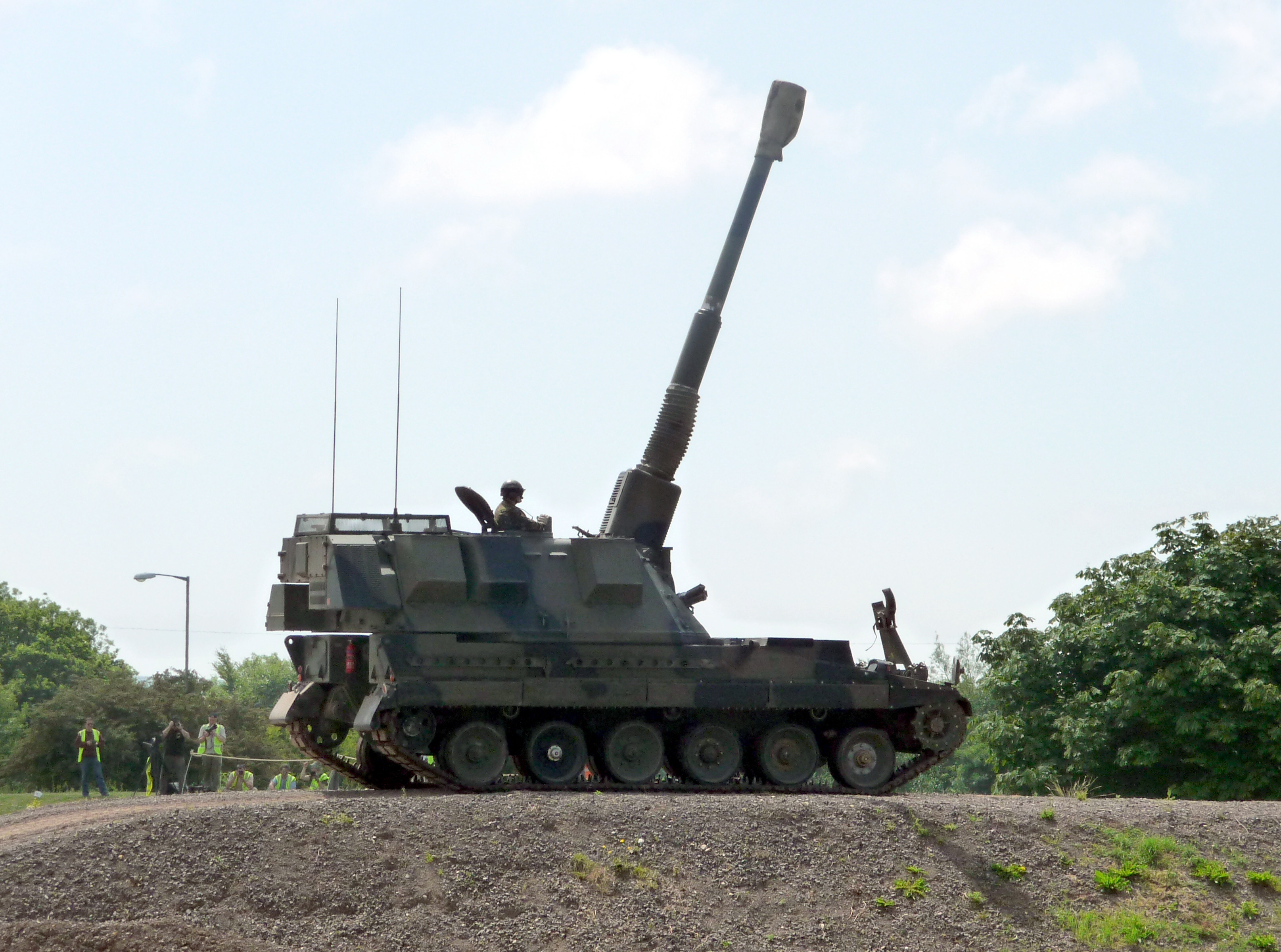
砲撃姿勢を取るAS-90

AS-90は、ヴィッカース造船技術社（Vickers Shipbuilding and Engineering、略称：VSEL。1999年にBAEシステムズの傘下に入る）が自社資金で独自に設計開発した。
1970年代より、イギリスはドイツ（旧西ドイツ）とイタリアと共同でM109 155mm自走榴弾砲の後継である155mm自走榴弾砲SP-70を開発していたが、様々な問題から1986年に開発中止となった。
それを受けて、イギリス国防省は新型の155mm自走榴弾砲の開発要求を提示したが、それにすぐに答えることができたのが、ヴィッカース社が独自に設計開発していたAS-90のみであったため、ヴィッカース社はイギリス国防省との間に1992年-1995年にかけて197両を3億ポンドで納入する契約を結んだ。
2002年、BAEシステムズ社は96両のAS-90の主砲を長砲身の52口径155mm砲に換装する契約をイギリス陸軍と締結した。この契約に基づいて改修されたAS-90には、ブレイブハート（Braveheart）の愛称が付けられている。
最大射程は、標準型の砲弾で24.7kmであるが、上記のブレイブハート仕様への改修に伴い、最大射程は30km（標準型榴弾を使用した場合。ロケットアシスト弾を使用した場合は60-80km）に延長された。

## 比較
|          | M109A6                                             | AS-90                                                                             | PzH.2000                                              | 99式                          | K9A1                                                                                               | 05式                                                                   | 2S35                |
| -------- | -------------------------------------------------- | --------------------------------------------------------------------------------- | ----------------------------------------------------- | ----------------------------- | -------------------------------------------------------------------------------------------------- | ---------------------------------------------------------------------- | ------------------- |
| 画像     |                                                    |                                                                                   |                                                       |                               | |                                                                        |                     |
| 全長     | 9.1 m                                              | 9.07 m                                                                            | 11.67 m                                               | 11.3 m                        | 12 m                                                                                               | 11.6 m                                                                 | 11.9 m              |
| 全幅     | 3.1 m                                              | 3.5 m                                                                             | 3.58 m                                                | 3.2 m                         | 3.4 m                                                                                              | 3.38 m                                                                 | 3.58 m              |
| 全高     | 3.2 m                                              | 2.49 m                                                                            | 3.46 m                                                | 3.1 m                         | 3.5 m                                                                                              | 3.55 m                                                                 | 2.98 m              |
| 重量     | 29 t                                               | 45 t                                                                              | 55.3 t                                                | 40 t                          | 47 t                                                                                               | 35 t                                                                   | 48 - 55 t           |
| 主砲     | 39口径155mm砲                                      | 39口径155mm砲 ※改修型は52口径                                                     | 52口径155mm砲                                         | 52口径155mm砲                 | 52口径155mm砲                                                                                      | 52口径155mm砲 ※輸出仕様は54口径                                        | 152mm砲             |
| 副武装   | 12.7mm重機関銃×1                                   | 7.62mm機関銃×1                                                                    | 7.62mm機関銃×1                                        | 12.7mm重機関銃×1              | 12.7mm重機関銃×1                                                                                   | 12.7mm重機関銃×1                                                       | 12.7mm重機関銃RWS×1 |
| 最大射程 | 24 km（M107弾） 30 km（RAP弾） 40 km（M982誘導弾） | 初期型 24.7 km（M107弾） 30 km（RAP弾） 改修型 30 km（M107弾） 40 km以上（RAP弾） | 36 km (DM121弾) 47 km (M1711弾) 67 km (M2005 V-LAP弾) | 30 km（M107弾） 40 km（BB弾） | 18 km(M107弾) 30 km(RAP弾) 36 km(K310弾) 40 km(K307弾) 53 km(XM1113) 54 km(K315弾) 60 km(K315 ERM) | 20 km (レーザー誘導) 39 km (ERFB-BB) 50 km (ERFB-BB-RA) 100 km (WS-35) | 不明                |
| 射撃速度 | 4発/分                                             | 6発/分                                                                            | 8発/分                                                | 6発/分以上                    | 6 - 8発/分                                                                                         | 10発/分 (PLZ-05) 8発/分 (PLZ-52)                                       | 不明                |
| 最大出力 | 405 hp                                             | 660 hp                                                                            | 1,000 hp                                              | 600 hp                        | 1,000 hp                                                                                           | 800 - 1,000 hp                                                         | 1,000 hp            |
| 最高速度 | 64 km/h                                            | 53 km/h                                                                           | 60 km/h                                               | 49.6 km/h                     | 67 km/h                                                                                            | 56 km/h(PLZ-05) 65 km/h(PLZ-52)                                        | 67 km/h             |
| 乗員数   | 4名                                                | 5名                                                                               | 5名                                                   | 4名                           | 5名                                                                                                | 4名                                                                    | 3名                 |

## 派生型
AS-90D
乗員への耐熱防御とエンジン・機関部・電子装備の冷却機能を強化し、キャタピラなどを砂漠地帯での運用に最適化した派生型。
AS-90 ブレイブハート（Breveheart）
AS-90の主砲を長砲身の52口径155mm榴弾砲に換装した型。
AHSクラブ
ポーランドがライセンス生産したAS-90 ブレイブハートの砲塔を、PT-91を基にしたポーランド製の車体に搭載した型。
ポーランド陸軍は2008年から同自走砲を48-80両受領する予定。また、2015年から韓国、三星テックウィン社が生産するK9の車体をベースに製造した車体を輸入して国内の工場で組み立てたものを受領する。

## 後継
イギリス軍が保有するAS-90は39口径を採用しているため、52口径を採用する他の自走砲（PzH.2000、Koalitsiya-SVなど）と比べて通常弾の射程距離が短く、52口径155mm榴弾砲への換装計画「AS90 Braveheart」も被弾した際の誘爆を防ぐ要求要件が満たせず、防衛計画の見直しで「AS90退役」と「次期自走砲の調達計画」が発表された。イギリス軍は順次AS-90を退役させたが、ロシアのウクライナ侵攻で保有する全てのAS-90をウクライナに支援した為自走砲戦力にギャップが発生してしまった。その為イギリス国防省はAS-90の後継車輌との間を繋ぐ自走砲の調達を決定した。イギリス国防省は2023年3月、「ウクライナに提供したAS-90（32輌）の暫定的な代替品としてアーチャー自走榴弾砲を取得する。最初の14輌は今月中に到着して来年の春までに完全運用能力を獲得する」と発表、ベン・ウォレス国防相も「スウェーデンからの迅速なアーチャー取得は、2020年代後半に取得する次期自走砲までのギャップを埋めるためのものだ」と述べた。
2024年4月、リシ・スナク首相はAS-90の次期自走砲としてドイツが開発したRCH 155の取得を発表した。